# 인터루킨 6
인터루킨 6(IL6,IL-6,Interleukin 6)은 전 염증성 사이토카인(cytokine) 및 항 염증성 미오킨(myokine) 둘 다로서 작용하는 인터루킨이다. 인간에서는 IL6 유전자에 의해 암호화된다.

## 같이 보기
- 인터루킨 4